# Ocean Grove (New Jersey)
Ocean Grove ist eine kleine, ein Quadratkilometer große Gemeinde in Neptune Township, Monmouth County, New Jersey. Der Ort liegt direkt an der Atlantikküste zwischen Asbury Park im Norden und Bradley Beach im Süden. Der Ort ist bekannt für seinen Reichtum an Bauten aus der viktorianischen Zeit und wird seit 1977 im National Register of Historic Places der USA geführt.
Ocean Grove wurde 1869 als ein Sommerlager der Methodisten gegründet und gilt als das am längsten etablierte Ferienlager in den USA.
Der nächste kommerzielle Flughafen ist der 70 Kilometer nördlich gelegene Newark Liberty International Airport. Der Ort ist außerdem durch einen Highway angebunden.
| Jahrzehnt | Einwohner | Veränderung |
| --------- | --------- | ----------- |
| 1880      | 0.620     | —           |
| 1890      | 2.754     | +344,2%     |
| 1990      | 4.818     | +074,5 %    |
| 2000      | 4.256     | −011,7%     |
| 2010      | 3.342     | −021,5%     |